# Etjosuchus
Etjosuchus is een geslacht van uitgestorven krokodilachtigen uit de Rauisuchia. Dit dier leefde in het Laat-Trias in zuidelijk Afrika. Etjosuchus was een carnivoor.
Fossielen van Etjosuchus zijn gevonden in de bovenste lagen van de Omingonde-formatie in Namibië. De vondsten dateren uit het Ladinien of Carnien. Van Etjosuchus zijn een schedel, delen van de wervelkolom en schouders, en osteodermen gevonden. Aanvankelijk werden de fossielen toegeschreven aan een reptiel uit de Erythrosuchidae.